# Torneo de Amersfoort
El Torneo de Amersfoort o Abierto de los Países Bajos fue un torneo oficial de tenis que se disputaba en la ciudad de Amersfoort, Países Bajos, dentro del calendario de la ATP. 
Era el torneo más tradicional en los Países Bajos y se jugaba sobre tierra batida desde la temporada 1957 (se jugó en canchas duras en algunas ocasiones, en la Era Abierta entre 1969 y 1972), aunque solamente desde el 2002 se jugó en esta ciudad. Anteriormente el torneo se jugó en las ciudades de Ámsterdam e Hilversum. En 2008 se disputó la última edición, ya que su lugar en el calendario lo ocupó el nuevo torneo creado en Belgrado.
El húngaro Balázs Taróczy se adjudicó el torneo en 6 de las 7 finales que disputó

## Campeones Challenger

### Individual
| Año  | Campeón             | Finalista               | Resultado     |
| ---- | ------------------- | ----------------------- | ------------- |
| 2019 | Mats Moraing        | Kimmer Coppejans        | 6–2, 3–6, 6–3 |
| 2020 | No celebrado        | No celebrado            | No celebrado  |
| 2021 | Tallon Griekspoor   | Botic van de Zandschulp | 6–1, 3–6, 6–1 |
| 2022 | Tallon Griekspoor   | Roberto Carballés       | 6-1, 6-2      |
| 2023 | Maximilian Marterer | Titouan Droguet         | 6-4, 6-2      |

### Dobles
| Año  | Campeones                        | Finalistas                                   | Resultado        |
| ---- | -------------------------------- | -------------------------------------------- | ---------------- |
| 2019 | Harri Heliövaara Emil Ruusuvuori | Treat Huey Jesper de Jong Ryan Nijboer       | 6–3, 6–4         |
| 2020 | No celebrado                     | No celebrado                                 | No celebrado     |
| 2021 | Luca Castelnuovo Manuel Guinard  | Sergio Galdós Gonçalo Oliveira               | 0–6, 6–4, [11–9] |
| 2022 | Sem Verbeek Robin Haase          | Nicolás Barrientos Miguel Ángel Reyes Varela | 6–4, 3–6, [10–7] |
| 2023 | Manuel Guinard Grégoire Jacq     | Mats Hermans Sander Jong                     | 6–4, 6–4         |

## Campeones

### Individual masculino
| Amersfoort | Amersfoort         | Amersfoort             | Amersfoort                  |
| ---------- | ------------------ | ---------------------- | --------------------------- |
| Año        | Campeón            | Finalista              | Resultado                   |
| 2008       | Albert Montañés    | Steve Darcis           | 1-6, 7-5, 6-3               |
| 2007       | Steve Darcis       | Werner Eschauer        | 6-1, 7-6(1)                 |
| 2006       | Novak Djokovic     | Nicolás Massú          | 7-6(5), 6-4                 |
| 2005       | Fernando González  | Agustín Calleri        | 7-5, 6-3                    |
| 2004       | Martin Verkerk     | Fernando González      | 7-6(5), 4-6, 6-4            |
| 2003       | Nicolás Massú      | Raemon Sluiter         | 6-4, 7-6(3), 6-2            |
| 2002       | Juan Ignacio Chela | Albert Costa           | 6-1, 7-6(4)                 |
| Ámsterdam  |                    |                        |                             |
| 2001       | Àlex Corretja      | Younes El Aynaoui      | 6-3, 5-7, 7-6(0), 3-6, 6-4  |
| 2000       | Magnus Gustafsson  | Raemon Sluiter         | 6-7(4), 6-3, 7-6(5)         |
| 1999       | Younes El Aynaoui  | Mariano Zabaleta       | 6-0, 6-3                    |
| 1998       | Magnus Norman      | Richard Fromberg       | 6-3, 6-3, 2-6, 6-4          |
| 1997       | Slava Dosedel      | Carlos Moyá            | 7-6(4), 7-6(5), 6-7(4), 6-2 |
| 1996       | Francisco Clavet   | Younes El Aynaoui      | 7-5, 6-1, 6-1               |
| 1995       | Marcelo Ríos       | Jan Siemerink          | 6-3, 3-6, 6-1               |
| Hilversum  |                    |                        |                             |
| 1994       | Karel Nováček      | Richard Fromberg       | 7-5 6-4 7-67                |
| 1993       | Carlos Costa       | Magnus Gustafsson      | 6-1 6-2 6-3                 |
| 1992       | Karel Nováček      | Jordi Arrese           | 6-2 6-3 2-6 7-5             |
| 1991       | Magnus Gustafsson  | Jordi Arrese           | 5-7 7-6² 2-6 6-1 6-0        |
| 1990       | Francisco Clavet   | Eduardo Masso          | 3-6 6-4 6-2 6-0             |
| 1989       | Karel Nováček      | Emilio Sánchez         | 6-2 6-4                     |
| 1988       | Emilio Sánchez     | Guillermo Pérez-Roldán | 6-3 6-1 3-6 6-3             |
| 1987       | Miloslav Mečíř     | Guillermo Pérez-Roldán | 6-4 1-6 6-3 6-2             |
| 1986       | Thomas Muster      | Jakob Hlasek           | 6-1 6-3 6-3                 |
| 1985       | Ricki Osterthun    | Kent Carlsson          | 4-6 4-6 6-2 6-4 6-3         |
| 1984       | Anders Järryd      | Tomáš Šmíd             | 6-3 6-3 2-6 6-2             |
| 1983       | Tomáš Šmíd         | Balázs Taróczy         | 6-4 6-4                     |
| 1982       | Balázs Taróczy     | Buster Mottram         | 7-6 6-7 6-3 7-6             |
| 1981       | Balázs Taróczy     | Heinz Günthardt        | 6-3 6-7 6-4                 |
| 1980       | Balázs Taróczy     | Haroon Ismail          | 6-3 6-2 6-1                 |
| 1979       | Balázs Taróczy     | Tomáš Šmíd             | 6-2 6-2 6-1                 |
| 1978       | Balázs Taróczy     | Tom Okker              | 2-6 6-1 6-2 6-4             |
| 1977       | Patrick Proisy     | Lito Álvarez           | 6-0 6-2 6-0                 |
| 1976       | Balázs Taróczy     | Ricardo Cano           | 6-4 6-0 6-1                 |
| 1975       | Guillermo Vilas    | Željko Franulović      | 6-4 6-7 6-2 6-3             |
| 1974       | Guillermo Vilas    | Barry Phillips-Moore   | 6-4 6-2 1-6 6-3             |
| 1973       | Tom Okker          | Andrés Gimeno          | 2-6 6-4 6-4 6-7 6-3         |
| 1972       | John Cooper        | Hans Kary              | 6-1 3-6 12-10 3-6 6-2       |
| 1971       | Gerald Battrick    | Ross Case              | 6-3 6-4 9-7                 |
| 1970       | Tom Okker          | Roger Taylor           | 4-6 6-0 6-1 6-3             |
| 1969       | Tom Okker          | Roger Taylor           | 10-8 7-9 6-4 6-4            |
| 1968       | Bob Maud           | István Gulyás          | 7-9 7-5 6-0 1-6 13-11       |

### Dobles (desde 1990)
| Año  | Campeones                              | Finalistas                          |
| 2008 | Frantisek Cermak Rogier Wassen         | Jesse Huta Galung Igor Sijsling     |
| 2007 | Juan Pablo Brzezicki Juan Pablo Guzmán | Robin Haase Rogier Wassen           |
| 2006 | Alberto Martín Fernando Vicente        | Lucas Arnold Ker Christopher Kas    |
| 2005 | Martín García Luis Horna               | Fernando González Nicolás Massú     |
| 2004 | Jaroslav Levinsky David Škoch          | José Acasuso Luis Horna             |
| 2003 | Devin Bowen Ashley Fisher              | Chris Haggard André Sá              |
| 2002 | Jeff Coetzee Chris Haggard             | André Sá Alexandre Simoni           |
| 2001 | Paul Haarhuis Sjeng Schalken           | Àlex Corretja Luis Lobo             |
| 2000 | Andrés Schneiter Sergio Roitman        | Edwin Kempes Dennis van Scheppingen |
| 1999 | Paul Haarhuis Sjeng Schalken           | Devin Bowen Eyal Ran                |
| 1998 | Jacco Eltingh Paul Haarhuis            | Dominik Hrbaty Karol Kučera         |
| 1997 | Paul Kilderry Nicolás Lapentti         | Andrew Kratzmann Libor Pimek        |
| 1996 | Donald Johnson Francisco Montana       | Rikard Bergh Jack Waite             |
| 1995 | Marcelo Ríos Sjeng Schalken            | Wayne Arthurs Neil Broad            |
| 1994 | Daniel Orsanic Jan Siemerink           | David Adams Andrei Olhovskiy        |
| 1993 | Jacco Eltingh Paul Haarhuis            | Hendrik Jan Davids Libor Pimek      |
| 1992 | Paul Haarhuis Mark Koevermans          | Marten Renstrom Mikael Tillström    |
| 1991 | Richard Krajicek Jan Siemerink         | Francisco Clavet Magnus Gustafsson  |
| 1990 | Sergio Casal Emilio Sánchez            | Paul Haarhuis Mark Koevermans       |

- Datos: Q299126
- Multimedia: Dutch Open (tennis) / Q299126